# University of Makeni
Das University of Makeni (UNIMAK) ist eine Universität in Sierra Leone. 
Sie wurde 2005 als The Fatima Institute in Makeni gegründet und erhielt 2009 den Status einer Hochschule.
Die University of Makeni war die erste private Universität des Landes und hatte sich für die Zulassung privater Hochschulen im Universitätsgesetz von 2005 eingesetzt.
Die Universität verfügt über einen Hauptcampus (Fatima College) und seit 2010 über einen zweiten Campus (St. Joseph’s College of Management and ICT) unweit von Makeni in Yoni. 
Im Jahr 2014 hatte UNIMAK etwa 1200 Studenten.
Mit dem Ausbruch der Ebolafieber-Epidemie in Sierra Leone sanken die Immatrikulationen, aber stiegen bis 2016 wieder auf 1,700 Studenten.

## Fakultäten und Zentren
- Faculty of Agriculture and Food Sciences (Landwirtschaft und Nahrungsmittelwissenschaften)
- Faculty of Social Sciences (Sozialwissenschaften)
- Department of Development Studies (Entwicklungsstudien)
- Department of Special Education (Sonderpädagogik)
- Department of Human Resource Management (Personalwesen)
- Department of Mental Health (Psychohygiene)
- Centre for Social Transformation (Gesellschaftliche Transformation)